# Елисаветградский 3-й гусарский полк
Нам трубят- гусары в дело 

Быстро на конь, сабли вон, 

Станем дружно, станем смело 

За Царя, за свой закон!
Мы гусары не из фольги, 

Всяк из нас литой булат, 

Бережем мы имя Ольги, 

Белый ментик и Штандарт!
В поле брани, в поле чести 

Имя Ольги- нам закон, 

Мы влетим, гусары в дело, 

И исчезнет враг, как сон.
Если ж ментик наш кровавым 

Зарумянится пятном, 

То с двойною, братцы, славой 

Щеголять мы будем в нём!
И других не будет пятен 

На почетной белизне, 

Ментик наш и чист и знатен, 

Как и в мире, так в войне!
Кто посмотрит на полк славный, 

На гусаров удалых, 

Сразу скажет: «Ментик белый... 

Он дрался за четверых!»
3-й гусарский Елисаветградский полк Её Императорского Высочества Великой Княжны Ольги Николаевны полк — кавалерийское формирование (гусарский полк) Русской императорской армии. С 1875 по 1918 год входил в состав 3-й кавалерийской дивизии.
Старшинство: 22 марта 1764 года. Полковой праздник: день Святой Троицы.
Дислокация формирования:
- в 1820 году — город Темников[1]. Полк входил в состав 2-й гусарской дивизии.
- С 1875 года — м. Ворни Ковенской губернии.
- 1913 — 1914 — Ольгин штаб, близ Мариамполя, Сувалкской губернии.

## История
- 22 марта 1764 года — сформирован Елисаветградский пикинёрный полк.
- В ходе русско-турецкой войны 1768—1774 гг. полк участвовал во взятии крепости Бендеры, в боевых действиях под Бухарестом, Силистрией, Кючук-Кайнарджи.
- 28 июня 1783 — сформирован генерал-майором бароном И. Е. Ферзеном из Елисаветградского и Херсонского пикинёрных полков Елисаветградский легкоконный полк в составе шести эскадронов.
- 21 сентября 1788 — Присоединены команды конных егерей Сумского, Павлоградского, Мариупольского, Ольвиопольского, Александрийского, Константиноградского, Таврического, Полтавского, Харьковского, Изюмского, Ахтырского, Острогожского, Воронежского, Украинского легкоконных и Екатеринославского кирасирского полков. Приведён в состав двенадцати эскадронов и наименован Елисаветградским полком конных стрелков.
- 4 июля 1790 — Приведён в состав десяти эскадронов и наименован Елисаветградским конноегерским полком.
- Полк принимал участие в русско-турецкой войне 1787—1791 годов, в частности, в осаде Очакова.
- Полк действовал в русско-польской войне 1792 г., в частности, в битвах под Зеленцами и под Дубенкой. Позже полк участвовал в подавлении восстания Костюшко 1794 г., в частности, в сражении при Мацеёвицах и штурме Праги.
- 29 ноября 1796 — Гусарский генерала от кавалерии Дунина полк.
- 13 марта 1798 — Гусарский генерал-майора Воропайского полк.
- 27 апреля 1799 — Гусарский генерал-майора Сухарева полк.
- 10 декабря 1800 — Гусарский генерал-майора Сакена 3-го полк.
- 29 марта 1801 — Елисаветградский гусарский полк.
- Полк принял участие в третьей и четвертой коалиционных войнах против Наполеона, в 1805 году в сражении под Аустерлицем, и в 1806 — 1807 годах в битвах при Вольфсдорфе, Морунгене, Прейсиш-Эйлау и Остроленке.
- 1812 год - В начале Отечественной войны 8 действующих эскадронов полка находились в 1-й Западной армии во 2-м пехотном корпусе генерал-лейтенанта К.Ф. Багговута, 2 запасных эскадрона состояли в корпусе генерал-лейтенанта П.Х. Витгенштейна в сводно-гусарском полку и вошли в гарнизон крепости Динабург.[2]
- 26 августа 1812 - в Бородинском бою Елизаветградские гусары сражались в составе 1-го кавалерийского корпуса генерал-лейтенанта Ф.П. Уварова. В первом часу дня кавалеристы этого корпуса внезапно появились у деревни Беззубово. Находившиеся там неприятельские части - кавалерийская дивизия генерала Орнано и 84-й линейный полк - были оттеснены за реку Войну.[2]
- 1813 год - Елизаветградский гусарский полк был награжден Георгиевскими трубами и знаками на кивера "За отличие".[2]
- 20 декабря 1828 — На гербы и пуговицы присвоен № 7.
- 21 марта 1833 — Приведён в состав восьми действующих и одного резервного эскадронов, для чего присоединены 1-й и 2-й эскадроны Ольвиопольского гусарского полка. На гербы и пуговицы присвоен № 3.
- 1 января 1845 — Гусарский Её Императорского Высочества Великой княжны Ольги Николаевны полк.
- 26 июня 1856 — Приведён в состав шести действующих и двух резервных эскадронов.
- 18 сентября 1856 — Приведён в состав четырёх действующих и двух резервных эскадронов.
- 19 марта 1857 — Елисаветградский гусарский Её Императорского Высочества Великой Княжны Ольги Николаевны полк.
- 25 марта 1864 — 3-й гусарский Елисаветградский Её Императорского Высочества Великой княжны Ольги Николаевны полк.
- 13 июня 1864 — 3-й гусарский Елисаветградский Её Величества королевы Вюртембергской полк.
- 18 августа 1882 — 9-й драгунский Елисаветградский Её Величества королевы Вюртембергской полк.
- 11 августа 1883 — Приведён в состав шести эскадронов.
- 24 октября 1892 — 9-й драгунский Елисаветградский полк.
- 6 декабря 1907 — 3-й гусарский Елисаветградский полк.
- 11 июля 1909 — 3-й гусарский Елисаветградский Её Императорского Высочества Великой Княжны Ольги Николаевны полк.
- 1914—1917 — участие в Первой мировой войне. В частности, полк отличился в ходе боевых действий в Прибалтике в апреле-мае 1915 г.[3][4][5]

## Форма
«При общей гусарской форме, имел: ментик, доломан, воротник и обшлага доломана светло-серые; чакчиры, вальтрап и ташку тёмно-зелёные, шнуры, тесьму и металлический прибор, выкладку вальтрапа и ташки жёлтые. Кушак серый с жёлтым».

## Форма 1914 года
Общегусарская. Доломан, тулья, клапан пальто, шинели — светло-синий, ментик — белый с светло-синим подбоем, шлык, околыш, погоны, варварки, выпушка — белый, металлический прибор — золотой.

### Флюгер
Цвета: Верх — белый, полоса — жёлтый, низ — светло-синий.

## Шефы
- хх.хх.1794 — 13.03.1798 — генерал-поручик (с 28.12.1797 генерал от кавалерии) Дунин, Иван Петрович
- 13.03.1798 — 27.04.1799 — генерал-майор Воропайский, Пиус Ксаверьевич
- 27.04.1799 — 10.12.1800 — генерал-майор Сухарев, Фёдор Дмитриевич
- 10.12.1800 — 01.01.1807 — генерал-майор барон фон дер Остен-Сакен, Ерофей Кузьмич
- 01.01.1807 — 13.01.1808 — генерал-майор Юрковский, Анастасий Антонович
- 13.01.1808 — 14.01.1813[7] — генерал-майор Всеволожский, Алексей Матвеевич
- 06.05.1814 — 01.09.1814 — генерал-майор Шостаков, Герасим Алексеевич
- 01.01.1845 — 24.10.1892 — Королева Вюртембергская Ольга Николаевна
- 11.07.1909 — 04.03.1917 — Великая княжна Ольга Николаевна

## Командиры
- хх.хх.1764 — хх.хх.1770 — полковник Адабаш (Адабаша, Адобаш), Николай Степанович
- 21.04.1784 — хх.хх.1787 — полковник Депрерадович, Иван Родионович
- 21.04.1787 — хх.хх.1789 — полковник Поливанов, Юрий Игнатьевич
- хх.хх.1791 — 07.07.1792[8] — полковник Пальменбах, Евстафий Иванович
- 01.01.1793 — 16.02.1797 — полковник Вульф, Яков Иванович
- 16.02.1797 — 27.09.1797 — полковник Репин, Иван Иванович
- 15.11.1797 — 13.03.1798 — генерал-майор Воропайский, Пиус Ксаверьевич (Савельевич)
- 02.06.1798 — 27.04.1799 — полковник Сухарев, Фёдор Дмитриевич
- 11.07.1799 — 24.10.1799 — полковник Головин, Александр Илларионович
- 07.12.1799 — 02.10.1801 — полковник Ставицкий, Яков Фёдорович
- 02.10.1801 — 01.01.1802 — генерал-майор граф Витгенштейн, Пётр Христианович
- 08.03.1802 — 01.07.1802 — полковник Климовский, Николай Васильевич
- 01.07.1802 — 22.07.1802 — полковник князь Голицын, Пётр Александрович
- 22.07.1802 — 19.02.1803 — генерал-майор граф Ламберт, Карл Осипович
- 10.07.1803 — 12.12.1807 — полковник Лисаневич, Григорий Иванович
- 09.08.1808 — 21.09.1809 — полковник Григорович, Дмитрий Онуфриевич
- 08.03.1810 — 06.05.1814 — полковник (с 15.09.1813 генерал-майор) Шостаков, Герасим Алексеевич
- 06.05.1814[9] — 19.03.1820 — полковник барон Розен, Отто Фёдорович
- 28.03.1820 — 16.09.1826 — полковник (с 22.08.1826 генерал-майор) Глазенап, Роман Григорьевич
- 16.09.1826 — 08.05.1829 — полковник Рашевский, Александр Яковлевич
- 08.05.1829 — 15.01.1837[10] — подполковник (с 18.10.1831 полковник) Володимиров 1-й
- 16.02.1837 — 27.06.1843 — полковник Сабуров, Алексей Иванович
- 28.08.1843 — 19.05.1848 — полковник Гохгаузен, Егор Иванович
- 19.05.1848 — 09.06.1849[11] — полковник Шевич, Георгий Иванович
- 23.06.1849 — 20.04.1851 — полковник Орлай, Михаил Иванович
- 20.04.1851 — 05.05.1857 — полковник (с 27.03.1855 генерал-майор) фон Мензенкампф, Готгардт Богданович
- 05.05.1857 — 30.09.1861 — полковник Богушевский, Константин Антонович
- 21.10.1861 — 19.12.1865 — полковник барон Фёлькерзам, Иван Егорович
- 19.12.1865 — 16.04.1872 — полковник Винберг, Виктор Фёдорович
- 23.04.1872 — 08.12.1877[12] — полковник де Витте (де Витт), Николай Павлович
- 20.12.1877 — 14.07.1883 — полковник Хрущёв, Пётр Николаевич
- 14.07.1883 — 09.06.1885 — полковник Вонлярлярский, Николай Михайлович
- 03.07.1885 — 11.07.1894 — полковник Норд, Виктор Егорович
- 26.07.1894 — 23.08.1897 — полковник Гарнак, Александр Леонтьевич
- 03.09.1897 — 11.01.1901 — полковник Юрковский, Владимир Иванович
- 22.03.1901 — 18.01.1907 — полковник Чернота-де-Бояры Боярский, Бронислав Людвигович
- 22.01.1907 — 24.02.1909 — полковник Рерберг, Фёдор Сергеевич
- 20.04.1909 — 24.10.1910 — полковник барон Криденер, Фридрих Иосифович
- 24.10.1910 — 30.08.1913 — полковник (с 14.04.1913 генерал-майор) Мартынов, Анатолий Иванович
- 15.09.1913 — 06.04.1916 — полковник (с 06.09.1915 генерал-майор) Ярминский, Александр Францевич
- 09.04.1916 — 05.07.1917 — полковник Сегеркранц, Сергей Карлович
- 05.07.1917 — хх.хх.хххх — полковник Токаев, Ахмет Хасакоевич

## Знаки отличия
- Георгиевские трубы с надписью: «За отличие при поражении и изгнании неприятеля из пределов России 1812 г.» и «За усмирение Венгрии 1849 г.»
- Знаки на шапки с надписью: «За отличие» (пожалованы за войны 1812-1814 гг.).

## Знаки различия
| Описание                    | Знаки различия по состоянию на 1908-1917 г.  | Знаки различия по состоянию на 1908-1917 г.  | Знаки различия по состоянию на 1908-1917 г.  | Знаки различия по состоянию на 1908-1917 г.  | Знаки различия по состоянию на 1908-1917 г.  | Знаки различия по состоянию на 1908-1917 г.  | Знаки различия по состоянию на 1908-1917 г.  | Знаки различия по состоянию на 1908-1917 г. |
| --------------------------- | -------------------------------------------- | -------------------------------------------- | -------------------------------------------- | -------------------------------------------- | -------------------------------------------- | -------------------------------------------- | -------------------------------------------- | ------------------------------------------- |
| Шнуры наплечные на доломане |                                              |                                              |                                              |                                              |                                              |                                              |                                              |                                             |
| Описание                    | Знаки различия по состоянию на 1912—1917 гг. | Знаки различия по состоянию на 1912—1917 гг. | Знаки различия по состоянию на 1912—1917 гг. | Знаки различия по состоянию на 1912—1917 гг. | Знаки различия по состоянию на 1912—1917 гг. | Знаки различия по состоянию на 1912—1917 гг. | Знаки различия по состоянию на 1912—1917 гг. |                                             |
| Погоны                      |                                              |                                              |                                              |                                              |                                              |                                              |                                              |                                             |
| Погоны полевые с 1914 года  |                                              |                                              |                                              |                                              |                                              |                                              |                                              |                                             |
| Классный чин                | Полковник                                    | Подполко́вник                                 | Ротмистр                                     | Штабс-ротмистр                               | Пору́чик                                      | Корнет                                       |                                              |                                             |
| Группа                      | Штаб-офицеры                                 | Штаб-офицеры                                 | Обер-офицеры                                 | Обер-офицеры                                 | Обер-офицеры                                 | Обер-офицеры                                 |                                              |                                             |

| Описание                    | Знаки различия по состоянию на 1908-1917 г.  | Знаки различия по состоянию на 1908-1917 г.  | Знаки различия по состоянию на 1908-1917 г.  | Знаки различия по состоянию на 1908-1917 г.  | Знаки различия по состоянию на 1908-1917 г.  | Знаки различия по состоянию на 1908-1917 г.  | Знаки различия по состоянию на 1908-1917 г.  | Знаки различия по состоянию на 1908-1917 г.  |
| --------------------------- | -------------------------------------------- | -------------------------------------------- | -------------------------------------------- | -------------------------------------------- | -------------------------------------------- | -------------------------------------------- | -------------------------------------------- | -------------------------------------------- |
| Шнуры наплечные на доломане |                                              |                                              |                                              |                                              |                                              |                                              |                                              |                                              |
| Описание                    | Знаки различия по состоянию на 1912—1917 гг. | Знаки различия по состоянию на 1912—1917 гг. | Знаки различия по состоянию на 1912—1917 гг. | Знаки различия по состоянию на 1912—1917 гг. | Знаки различия по состоянию на 1912—1917 гг. | Знаки различия по состоянию на 1912—1917 гг. | Знаки различия по состоянию на 1912—1917 гг. | Знаки различия по состоянию на 1912—1917 гг. |
| Погоны                      |                                              |                                              |                                              |                                              |                                              |                                              |                                              |                                              |
| Погоны полевые с 1914 года  |                                              |                                              |                                              |                                              |                                              |                                              |                                              |                                              |
| Воинское звание             | Подпрапорщик                                 | Подпрапорщик в должности вахмистра           | Вахмистр                                     | Унтер- берейтор                              | Старший Унтер-офицер                         | Младший Унтер-офицер                         | Ефрейтор                                     | Гусар                                        |
| Группа                      | Унтер-офицеры                                | Унтер-офицеры                                | Унтер-офицеры                                | Унтер-офицеры                                | Унтер-офицеры                                | Унтер-офицеры                                | Рядовые                                      | Рядовые                                      |

Другие погоны
- Гусар-разведчик 
(погон полевой 1914—1917 гг.)
- Младший унтер-офицер на правах вольно- 
определяющегося (шнуры наплечные на доломане, 1908—1917 гг.)
- Младший унтер-офицер на правах вольно- 
определяющегося.
- Старший унтер-офицер сверхсрочной службы.

## Известные люди, служившие в полку
- Агафонов, Иван Панкратьевич
- Берентс, Бернхардс
- Бибиков, Сергей Ильич
- Мальсагов, Сафарбек Товсолтанович
- Остен-Сакен, Дмитрий Ерофеевич
- Петров, Виктор Александрович
- Потапов, Фёдор (Самусь)
- Захарченко-Шульц, Мария Владиславовна

## Галерея
- 1) Вахмистр 7-го Драгунского Новороссийского Е.И.В. Великого Князя Владимира Александровича полка 2) Рядовой 8-го Драгунского Смоленского Императора Александра III полка 3) Рядовой 9-го Драгунского Елисаветградского полка. 1897 год.[15].
- Вахмистр Елисаветградского гусарского полка с полковым штандартом. Рисунок подполковника Самонова.
- 1913 год. Парад 3-му Елисаветградскому гусарскому полку в Петергофе.